# TAP-Score
Der TAP-Score (Tumour Area Positivity-Score) ist ein diagnostisches Bewertungssystem zur Quantifizierung der PD-L1-Expression in Tumorgewebe. Er dient insbesondere der Beurteilung von soliden Tumoren wie beispielsweise Ösophagus-, Magen- oder gastroösophagealen Übergangskarzinomen im Hinblick auf eine potenzielle Therapie mit Immuncheckpoint-Inhibitoren (z. B. PD-1/PD-L1-Antikörper).
Im Gegensatz zum Combined Positive Score (CPS) oder dem Tumor Proportion Score (TPS) berücksichtigt der TAP-Score sowohl PD-L1-positive Tumorzellen als auch tumorassoziierte Immunzellen innerhalb der gesamten Tumorfläche.

## Diagnostik und Berechnung
Der TAP-Score wird durch eine Immunhistochemische (IHC) Färbung bestimmt. Dabei wird das Tumorgewebe mit spezifischen monoklonalen Antikörpern gefärbt, um PD-L1 zu detektieren. Der Anteil der PD-L1-positiven Tumorzellen wird anschließend mikroskopisch oder mittels digitaler Bildanalyse quantifiziert.
Der TAP-Score wird als Prozentsatz der gesamten Tumorfläche angegeben, die PD-L1-exprimierende Tumor- und Immunzellen enthält. Die Berechnung erfolgt anhand folgender Formel:
{\displaystyle TAP={\frac {{\text{Fläche der PD-L1-positiven Tumorzellen}}+{\text{Fläche der PD-L1-positiven Immunzellen}}}{\text{Gesamte Tumorfläche}}}\times 100}

## Indikationen und klinische Relevanz
Der TAP-Score wird vor allem in der onkologischen Diagnostik bei Tumoren eingesetzt, die für eine PD-1/PD-L1-gerichtete Immuntherapie in Frage kommen. Dazu gehören insbesondere:
- Adenokarzinome des Magens oder des gastroösophagealen Übergangs (GC/GEJC)
- Plattenepithelkarzinome des Ösophagus (ESCC)

Die genaue Grenze für die Positivität des TAP-Scores kann je nach Tumorentität und Therapie unterschiedlich definiert werden.
Im Hinblick auf die klinische Relevanz könnte der TAP-Score eine entscheidende Rolle in der Prädiktion des Therapieansprechens und der Optimierung der PD-L1-Diagnostik spielen. Durch seine spezifische Methodik bietet er potenzielle Vorteile gegenüber anderen Scoring-Systemen, insbesondere in folgenden Bereichen:
1. Präzisere Identifikation von Immuntherapie-Respondern
  - Der TAP-Score könnte eine genauere Korrelation mit dem Ansprechen auf PD-1-Inhibitoren aufweisen als der CPS oder TPS, wodurch eine gezieltere Patientenselektion ermöglicht wird.
2. Vermeidung von Fehlklassifikationen
  - Da sich der TAP-Score ausschließlich auf die Tumorfläche konzentriert, wird verhindert, dass PD-L1-positive Immunzellen die Bewertung überproportional beeinflussen und zu einer überhöhten CPS-Einstufung führen, obwohl die Tumorzellen selbst nur geringe PD-L1-Expression aufweisen.
3. Standardisierte und reproduzierbare Bewertung
  - Durch die klare Abgrenzung von Tumor- und Immunzellflächen könnte der TAP-Score eine einheitlichere Alternative zum CPS bieten, der aufgrund interindividueller Unterschiede in der Beurteilung von Immunzellen      variabler ausfallen kann.

## Übereinstimmung mit dem Combined Positive Score (CPS)
Der CPS-Score ist ein etablierter diagnostischer Score, der die PD-L1-Expression auf Tumorzellen und Immunzellen kombiniert:
{\displaystyle CPS={\frac {\text{Anzahl PD-L1-positiver Tumor- und Immunzellen}}{\text{Gesamtzahl der Tumorzellen}}}\times 100}
Studien zeigen eine hohe Übereinstimmung der Scoringverfahren TAP und CPS, insbesondere wenn eine PD-L1-Expression primär auf Tumorzellen auftritt. Allerdings könnte der CPS in bestimmten Fällen durch eine hohe Anzahl PD-L1-positiver Immunzellen auch überschätzt werden. Der TAP-Score könnte sich deshalb als verlässlichere Methode für die Selektion von Patienten für PD-1/PD-L1-Inhibitoren erweisen.

## Relevante Klone und Assays für die TAP-Score-Bewertung
Zur immunhistochemischen Analyse der PD-L1-Expression werden spezifische Antikörper-Klone verwendet. Besonders wichtig ist der Ventana SP263 Assay, der für die TAP-Score-Bewertung bevorzugt verwendet wird, da er eine hohe Sensitivität und Reproduzierbarkeit für PD-L1 in Tumorzellen bietet.

### Übersicht PD-L1-Klone und Assays
| Antikörper-Klon | Hersteller                | Einsatzbereich                                                           |
| --------------- | ------------------------- | ------------------------------------------------------------------------ |
| SP263           | Ventana (Roche)           | u. a. bei NSCLC, HNSCC, UC, GC, TNBC                                     |
| 22C3            | Agilent/Dako              | CPS-Berechnung                                                           |
| E1L3N           | Cell Signaling Technology | Forschungsanwendung, gelegentlich für PD-L1-Testung in Studien verwendet |
| SP142           | Ventana (Roche)           | Früher für IC-Scoring (Immunzell-Score) verwendet                        |

Eine Studie belegt, dass die beiden Klone SP263 und 22C3 bei Patienten mit GC/GEJC und ESCC die höchste Übereinstimmung zwischen den einzelnen Tests aufwiesen.